# 1961 Dufour
1961 Dufour је астероид главног астероидног појаса. Приближан пречник астероида је 50,31 km,
а средња удаљеност астероида од Сунца износи 3,197 астрономских јединица (АЈ).
Инклинација (нагиб) орбите у односу на раван еклиптике је 6,640 степени, а орбитални период износи 2088,305 дана (5,717 година). Ексцентрицитет орбите астероида износи 0,119.
Апсолутна магнитуда астероида износи 10,60 а геометријски албедо 0,040.
Астероид је откривен 19. новембра 1973. године.